# Záporožská jaderná elektrárna
Záporožská jaderná elektrárna (ukrajinsky Запорізька атомна електростанція, Запорізька АЕС, Zaporizka atomna elektrostancija) se nachází na jihovýchodě Ukrajiny u města Enerhodar v Záporožské oblasti. Elektrárna je svým výkonem první v Evropě a pátá na světě. Zdrojem pro chlazení byla Kachovská přehrada, které dopomáhaly dvě chladicí věže, dva rozstřikovací bazény a rozstřikovací kanály. Celkově se jedná o otevřený chladicí okruh ohrazený hrází. V těsné blízkosti jaderné elektrárny (asi 3 kilometry východně) se nachází také Záporožská tepelná elektrárna z let 1971–1977 (jejím primárním palivem je zemní plyn). Záporožská elektrárna provozuje stejné reaktory jako jaderná elektrárna Temelín.

## Historie a technické informace

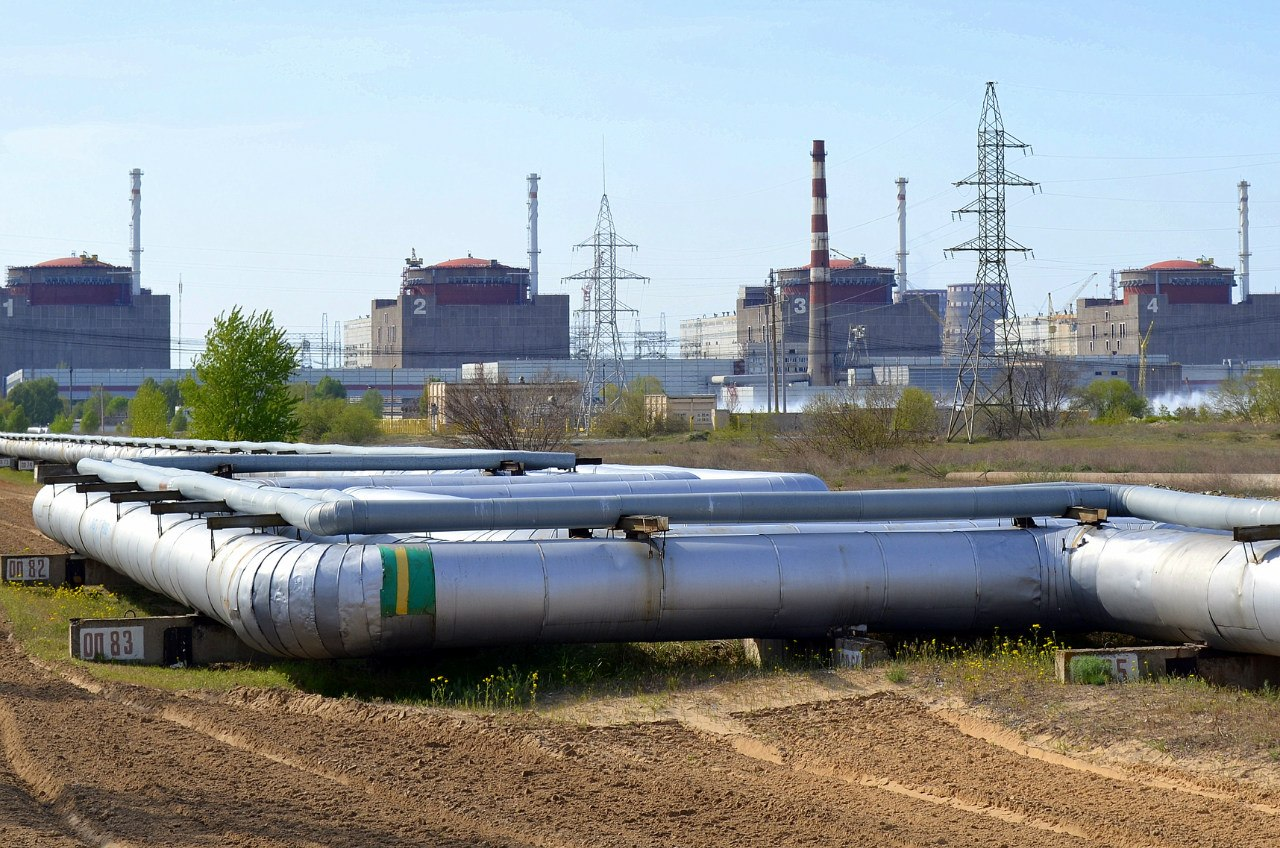
Záporožská jaderná elektrárna

### Počátky elektrárny
Rozhodnutí postavit jadernou elektrárnu v Záporožské oblasti podle unifikovaného sovětského projektu jaderných elektráren s reaktory typu VVER-1000 přijala Rada ministrů SSSR v roce 1977. V roce 1979 byla započata výstavba pomocných zařízení a infrastruktury. V roce 1980 byl schválen technický projekt výstavby první etapy jaderné elektrárny sestávající ze 4 energetických bloků typu V320.
V roce 1980 začala výstavba samotných bloků. V letech 1984-1987 stihly být uvedeny do provozu čtyři energetické bloky a v roce 1988 byl přijat projekt rozšíření elektrárny zahrnující stavbu dalších dvou reaktorů identického typu. V srpnu 1989 byl do sítě připojen blok č. 5. Spuštění šestého energetického bloku bylo plánováno na rok 1990 a jeho dokončenost dosahovala téměř 100%, ale kvůli vyhlášenému zákazu výstavby nových bloků v Ukrajinské svazové republice to nenastalo, jeho výstavba byla v roce 1990 zastavena. Po zrušení zákazu v roce 1993 se výstavba v letních měsících roku 1993 rozběhla a v roce 1995 byl blok připojen do sítě. Šestý blok dokončila Ukrajina sama. Od uvedení šestého bloku do provozu v roce 1996 se Záporožská jaderná elektrárna stala největší jadernou elektrárnou v Evropě. Původně bylo zamýšleno vystavět ještě blok č. 7 a 8. Byly pro ně dokonce vytvořeny základy a přivezeny již vyrobené parogenerátory, které jsou stále uskladněny v elektrárně jako náhradní, tyto plány však zanikly s rozpadem Sovětského svazu.

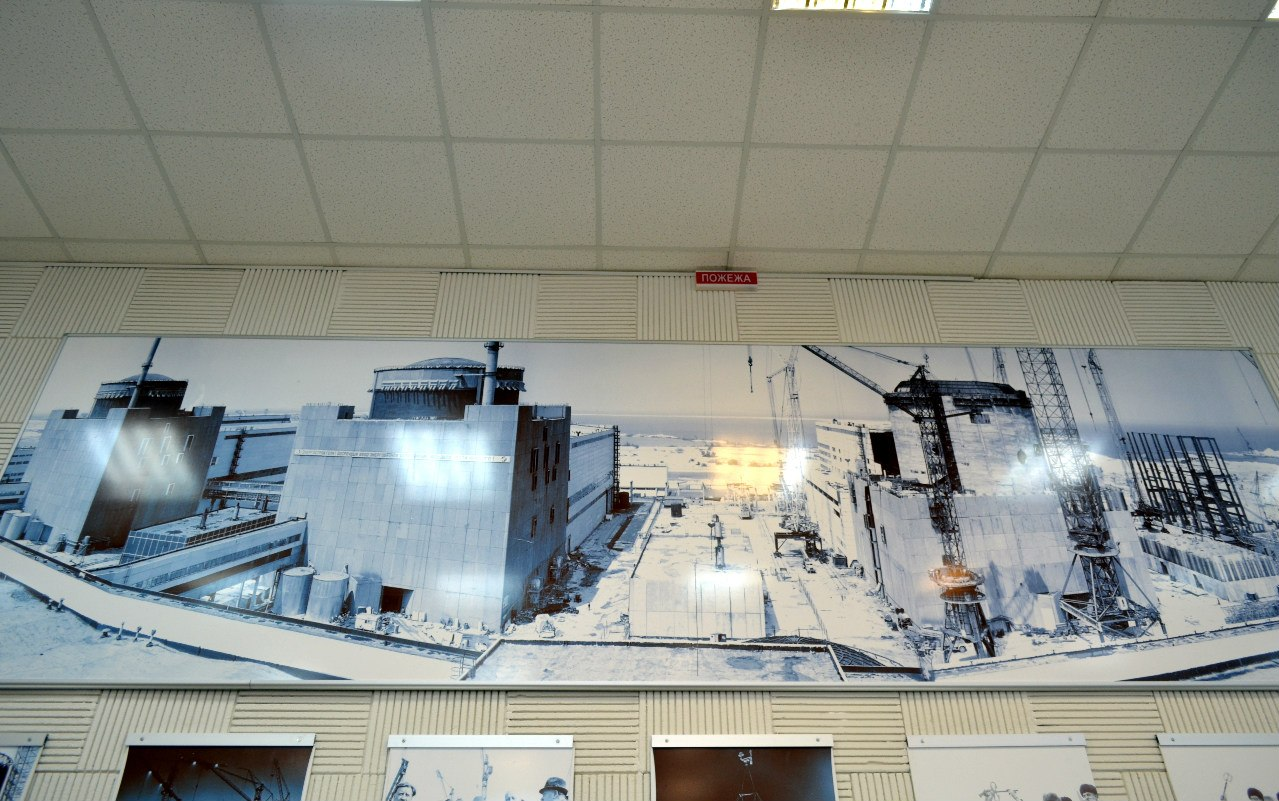
Výstavba bloků

### Technický popis
Elektrárna byla vybudována dle plánu čtyř tlakovodních reaktorů VVER 1000/320 společně s rozšířeným plánem o dva identické reaktory, každý o nominálním výkonu přibližně 1000 MW.  
Reaktory 1 až 5 byly uvedeny do provozu v rozmezí let 1985–1989, poslední šestý blok bylo plánováno spustit v roce 1990, ale byl spuštěn až v roce 1996. Záporožská jaderná elektrárna se od svého spuštění stala první jadernou elektrárnou, která od svého spuštění vyrobila 1 bilion kWh elektřiny, stalo se tak 29. března 2015 v 11:40 hodin.

#### Technologie výstavby
Při výstavbě bloků byl použit typizovaný návrh výstavby jaderných elektráren typu VVER-1000/320 (1 speciální budova na 4 bloky) za využití věžových stavebních jeřábů K10000, BK-1000, SKR-2200 a SKR-3500.

### Modernizace
V roce 2017 proběhla modernizace třetího bloku  a v roce 2021 byla dokončena modernizace pátého bloku. Modernizace rovněž umožňuje prodloužení provozu těchto bloků o 10 let.

### Odstávka v roce 2014
28. listopadu 2014 v 19:24 byla vypnuta třetí jednotka. K odpojení došlo z důvodu poškození vinutí napěťového transformátoru napájecí sekce. Výpadek v elektrárně vedl k blackoutu v Oděse a Ternopilu. 5. prosince byla jednotka podle plánu připojena k síti.

### Situace během války na Ukrajině
Brzy ráno dne 4. března 2022 byla během ruské invaze více než hodinu ostřelována, načež vypukl požár v nedaleké pětipatrové výcvikové budově. Zasažena byla oblast v blízkosti jednoho z reaktorů (vzdáleného asi 450 metrů od budovy), který byl sice v rekonstrukci a tedy mimo provoz, avšak obsahoval jaderné palivo. K jeho poškození však nedošlo. Záchranným složkám se požár podařilo dostat pod kontrolu a zcela uhasit. Podle ředitele elektrárny byla bezpečnost týkající se radiace zajištěna. Vzhledem k závažnosti situace Mezinárodní agentura pro atomovou energii (MAAE) vyzvala k ukončení bojů u jaderné elektrárny. K útoku se vyjádřila i česká jaderná inženýrka Dana Drábová, podle níž ruští vojáci porušili ženevské konvence, neboť tím ohrozili civilní obyvatelstvo.
V sobotu 5. srpna bylo dle ukrajinských tvrzení ruskými střelami zasaženo vysokonapěťové elektrické vedení.
Dne 6. září 2022 přijela do Záporožské jaderné elektrárny Mezinárodní agentura pro atomovou energii na inspekci a rozhodla o tom, že na místě ponechá několik svých zaměstnanců. Následně 8. září bylo opět v důsledku odstřelován narušeno elektrické vedení dodávající do nedalekého města Enerhodar elektrickou energii a zároveň přivádějící energii do elektrárny. Druhý den oznámil šéf MAAE Rafael Grossi, že elektrárna v důsledku trvání nepříznivé a nebezpečné situace odstaví poslední z funkčních bloků. O dva dny později se podařilo obnovit vedení a doplnit tak zdroje energie pro ochlazování jádra (vedle diesel generátorů).
Dne 6. června 2023 došlo ke zničení hráze Kachovské přehradní nádrže. V důsledku toho hladina vody v Dněpru klesla na své minimum a to má vliv i na chladicí jezero jaderné elektrárny, jejíž čerpadla nejsou schopny čerpat vodu z tak nízké úrovně a proto i hladina v samotném jezeře klesá. Proto aktuální "vlastník" elektrárny Rosenergoatom poskytl mobilní vodní čerpadla ze Smolenské jaderné elektrárny, aby mohla být voda čerpána ze dna řeky.
24. června 2023 vydala Mezinárodní agentura pro atomovou energii prohlášení, že její inspektoři našli na vnější  perimetru elektrárny protipěchotní miny. Přítomnost takových výbušnin v areálu je v rozporu s bezpečnostními standardy MAAE a pokyny pro jadernou bezpečnost. Vytváří další psychologický tlak na zaměstnance elektrárny.
Dne 11. srpna 2024 vypukl v jaderné elektrárně požár, při kterém vyhořela chladící věž. Podle Kyjeva požár způsobili úmyslně Rusové zapálením velkého množství pneumatik nanošených do věže, Moskva prohlásila, že oheň zažehl ukrajinský dronový útok. Pád dronu na elektrárnu potvrdil i šéf MAAE Rafael Grossi. Experti MAAE byli svědky silného tmavého kouře vycházejícího ze severní oblasti elektrárny. Nebyl nahlášen žádný dopad na jadernou bezpečnost. Podle šéfa MAAE bude nutné chladicí věž zdemolovat, protože požár vážně poškodil betonovou strukturu věže.
V březnu 2025 nabídl při snahách o vyjednání míru na Ukrajině americký prezident Donald Trump převedení Záporožské jaderné elektrárny na USA s tím, že by dodávala elektrický proud Ukrajině i Rusku. Rusko převod odmítlo. Avšak vzhledem k destrukci Kachovské přehrady, která zajišťovala vodu pro chlazení, není obnovení provozu reálné.

### Přehled reaktorů
| Reaktor    | Typ reaktoru  | Výkon  | Výkon   | Začátek výstavby                     | Připojení k síti                     | Uvedení do provozu                   | Uzavření |
| Reaktor    | Typ reaktoru  | Čistý  | Hrubý   | Začátek výstavby                     | Připojení k síti                     | Uvedení do provozu                   | Uzavření |
| ---------- | ------------- | ------ | ------- | ------------------------------------ | ------------------------------------ | ------------------------------------ | -------- |
| Záporoží-1 | VVER-1000/320 | 950 MW | 1000 MW | 1. 4. 1980                           | 10. 12. 1984                         | 25. 12. 1985                         |          |
| Záporoží-2 | VVER-1000/320 | 950 MW | 1000 MW | 1. 1. 1981                           | 22. 10. 1985                         | 15. 2. 1986                          |          |
| Záporoží-3 | VVER-1000/320 | 950 MW | 1000 MW | 1. 4. 1982                           | 10. 12. 1986                         | 3. 5. 1987                           |          |
| Záporoží-4 | VVER-1000/320 | 950 MW | 1000 MW | 1. 4. 1983                           | 18. 12. 1987                         | 14. 4. 1988                          |          |
| Záporoží-5 | VVER-1000/320 | 950 MW | 1000 MW | 11. 1. 1985                          | 20. 8. 1989                          | 27. 10. 1989                         |          |
| Záporoží-6 | VVER-1000/320 | 950 MW | 1000 MW | 1. 6. 1986                           | 19. 10. 1995                         | 16. 9. 1996                          |          |
| Záporoží-7 | VVER-1000/320 | 950 MW | 1000 MW | Záměr na výstavbu zrušen v roce 1990 | Záměr na výstavbu zrušen v roce 1990 | Záměr na výstavbu zrušen v roce 1990 |          |
| Záporoží-8 | VVER-1000/320 | 950 MW | 1000 MW | Záměr na výstavbu zrušen v roce 1990 | Záměr na výstavbu zrušen v roce 1990 | Záměr na výstavbu zrušen v roce 1990 |          |